# John Degenkolb
John Degenkolb (født 7. januar 1989) er en tysk cykelrytter, som cykler for Team Picnic-PostNL.
Han tog bronze i landevejsløbet ved VM for U23 i 2008, og sølv i 2010.
Degenkolb har ti etapesejre i Vuelta a España og en i Giro d'Italia. Degenkolb har også vundet endagsløbet Vattenfall Cyclassics og Gent-Wevelgem, samt pointkonkurrencen i Vuelta a España.
I marts 2015 tog Degenkolb sin hidtil største sejr, da han spurtede sejren hjem i Milano-Sanremo foran nordmanden Alexander Kristoff. Knap en måned senere vandt tyskeren yderligere en stor klassiker, da han spurtede sig til sejren i Paris-Roubaix.

## Meritter
2008
- Etapesejr Thüringen Rundfahrt
- Etapesejr Linz-Passau-Budweis
- Bronze – VM i landevejscykling (U23)

2010
- To etapesejre Tour de Bretagne
- Tysk mester i landevejsløb (U23)
- Etapesejr Tour Alsace
- Etapesejr Tour de l'Avenir
- Etapesejr og samlet Thüringen Rundfahrt
- Sølv – VM i landevejscykling (U23)

2011
- Etapesejr Volta ao Algarve
- Etapesejr Tre dage ved Vestflandern
- Rund um den Finanzplatz Eschborn-Frankfurt
- Etapesejr Bayern Rundt
- To etapesejre Critérium du Dauphiné

2012
- To etapesejre Fire dage ved Dunkerque
- Samlet og to etapesejre Tour de Picardie
- Etapesejr Polen Rundt
- Fem etapesejre Vuelta a España
- Grand Prix d'Isbergues - Pas de Calais

2013
- Etapesejr Giro d'Italia
- Vattenfall Cyclassics
- To etapesejre Tour de l'Eurométropole
- Paris-Bourges
- Paris-Tours

2014
- Tre etapesejre Tour Méditerranéen
- Etapesejr Paris-Nice
- Gent-Wevelgem
- Pointtrøje og fire etapesejre, Vuelta a España
- Paris-Bourges

2015
- Etapesejr Dubai Tour
- Milano-Sanremo
- Paris-Roubaix
- To etapesejre Bayern Rundt
- Etapesejr Vuelta a España

2016
- Etapesejr Arctic Race of Norway
- Münsterland Giro

2017
- Etapesejr Dubai Tour